# Unión Sabá
El Unión Sába fue un club de fútbol de la municipalidad de Sabá, Colón, Honduras. Participó en la Liga de Ascenso de Honduras.

## Uniforme
- Uniforme titular: Camisa blanca, pantalón negro y medias blancas.
- Uniforme alternativo: Camisa naranja, pantalón y medias negras.

### Patrocinadores
- Pepsi

## Jugadores

### Jugadores notables
- Diego Reyes Sandoval
- Rony Martínez